# کاریزنو (اردوغش)
کاریزنو روستایی در دهستان اردوغش بخش زبرخان شهرستان نیشابور استان خراسان رضوی ایران است.

## جمعیت
بر پایه سرشماری عمومی نفوس و مسکن در سال ۱۳۹۵ جمعیت این روستا ۲۰۷ نفر (۶۷خانوار) بوده‌است.